# 100 سنة من النساء في حملة النقل
100 سنة من النساء في حملة النقل (YOWIT) هي احتفال بالدور الهام الذي لعبته النساء في صناعة النقل على مدار المائة عام الماضية في المملكة المتحدة، بعد الذكرى المئوية للحرب العالمية الأولى، عندما دخلت 100000 امرأة صناعة النقل، تحملت المسؤوليات التي يتحملها الرجال الذين تم تجنيدهم للخدمة العسكرية. 
البرنامج عبارة عن شراكة بين نقل لندن ووزارة النقل (DfT) و"Crossrail" و  والجمعية الهندسية للمرأة (WES)  وندوة النقل النسائية (WTS).  في عام 2015، رفعت الحملة الوعي حول التمثيل المنخفض للإناث في هذه الصناعة  من خلال الاحتفال بمرور 100 عام على محطة مترو "Maida Vale" (أول محطة تم تشغيلها من النساء بشكل كامل)،  وعقدت منافسة بين طلاب المرحلة التاسعة من 30 مدرسة في جميع أنحاء المملكة المتحدة مع شركة الهندسة والبناء، Bechtel. تكون الفريق الفائز من أربع فتيات من مدرسة سانت ماريليبون.  أبرز البرنامج أيضًا العديد من النساء العاملات في الصناعة حاليًا لعرض مجموعة متنوعة من المهن المتاحة في مجال النقل. 
في نوفمبر 2015، احتفلت الحملة بمائة عام منذ أن بدأت السيدة ج. دنكان -أول مديرة حافلة- العمل في لندن في 1 نوفمبر 1915. 